# Israeli Acute Paralysis Virus
Israeli Acute Paralysis Virus, (IAPV) är ett virus, först beskrivet av israeliska forskare 2004, vilket drabbar bin och som orsakar symptom som skakande vingar, olika stadier av förlamning och slutligen leder till döden. Man har lagt fram teorin att detta virus skulle vara en av huvudorsakerna till fenomenet Colony Collapse Disorder (CCD) som drabbat flera länder runt om i världen, exempelvis USA, Tyskland, Schweiz och Spanien och som inneburit att en enorm mängd bisamhällen dött ut. I USA räknar man med att CCD har utplånat 2,4 miljoner bisamhällen.